# Instituto de San Juan
El Instituto de San Juan o Instituto Saint John (en malayo: Sekolah Menengah Kebangsaan St. John) es una escuela secundaria para chicos y una de las escuelas más antiguas de la ciudad de Kuala Lumpur, la capital del país asiático de Malasia. La escuela es ampliamente conocida como SJI y los estudiantes de la Institución de San Juan llevan el nombre "Johannians". La escuela lleva el nombre de Jean-Baptiste de la Salle, fundador de la orden de los Hermanos de La Salle y también conocido como el Santo Patrón de los Maestros. SJI consta de una escuela primaria y una escuela secundaria.